# Wiegenlied
«Wiegenlied» (в переводе с нем. — «Колыбельная») — немецкая народная песня из сборника «Волшебный рог мальчика», известная также под названием «Буко фон Хальберштадт» (по имени её героя).

## История
Согласно ряду источников, в песне под именем «Буко фон Хальберштадт» выводится Бурхард (епископ Хальберштадта), который был «другом детей» и никогда не выходил из своего замка без гостинцев для юных прихожан. Некоторые авторы называют его «одним из популярнейших людей своего времени» (нем. „vielleicht der populärste seiner Zeit“).
Песня о Буко из Хальберштадта получила распространение в саксонских землях. Один из исследователей отмечает, что произведение впервые было опубликовано в 1732 году в «Собрании некоторых старинных хроник» Иоганна Виннигштедта.

## Текст
| Wiegenlied | Литературный перевод |
| --- | --- |
| Buko von Halberstadt, Bring doch meinem Kinde was. Was soll ich ihm bringen? Rote Schuh' mit Ringen, Schöne Schuh' mit Gold beschlagen, Die soll unser Kindchen tragen. Hurraso, Burra fort, Wagen und schön' Schuh' sind fort. Stecken tief im Sumpfe, Pferde sind ertrunken, Hurra, schrei nicht Reitersknecht, Warum fährst du auch so schlecht! | Бу́ко фон Ха́льберштадт, Что ты малютке дашь? Подарю я крошке Красные сапожки С золотыми гвоздиками — Пусть себе малютка носит. Ху́рра со, бу́рра форт — Дрожки с обувью долой: Въехали в болото, Потонула лошадь. Отвечай, негодный всадник, Отчего так плохо правишь? |